# Rai 3 BIS FJK
Rai 3 BIS Furlanija Julijska Krajina è un canale televisivo in lingua slovena realizzato da Rai Friuli Venezia Giulia (Rai Furlanija Julijska Krajina, in sloveno) per la minoranza slovena presente nella regione autonoma.
La sede regionale del Friuli-Venezia Giulia diffonde da Trieste anche una rete radiofonica dedicata alla minoranza slovena presente in regione, nell'Istria slovena e in quella croata chiamata Rai Radio Trst A.

## Storia
Nel 1995 ha inizio la programmazione televisiva in lingua slovena con la nascita di Rai 3 BIS FJk aggiungendosi all'analogo servizio radiofonico denominato Rai Radio Trst A.

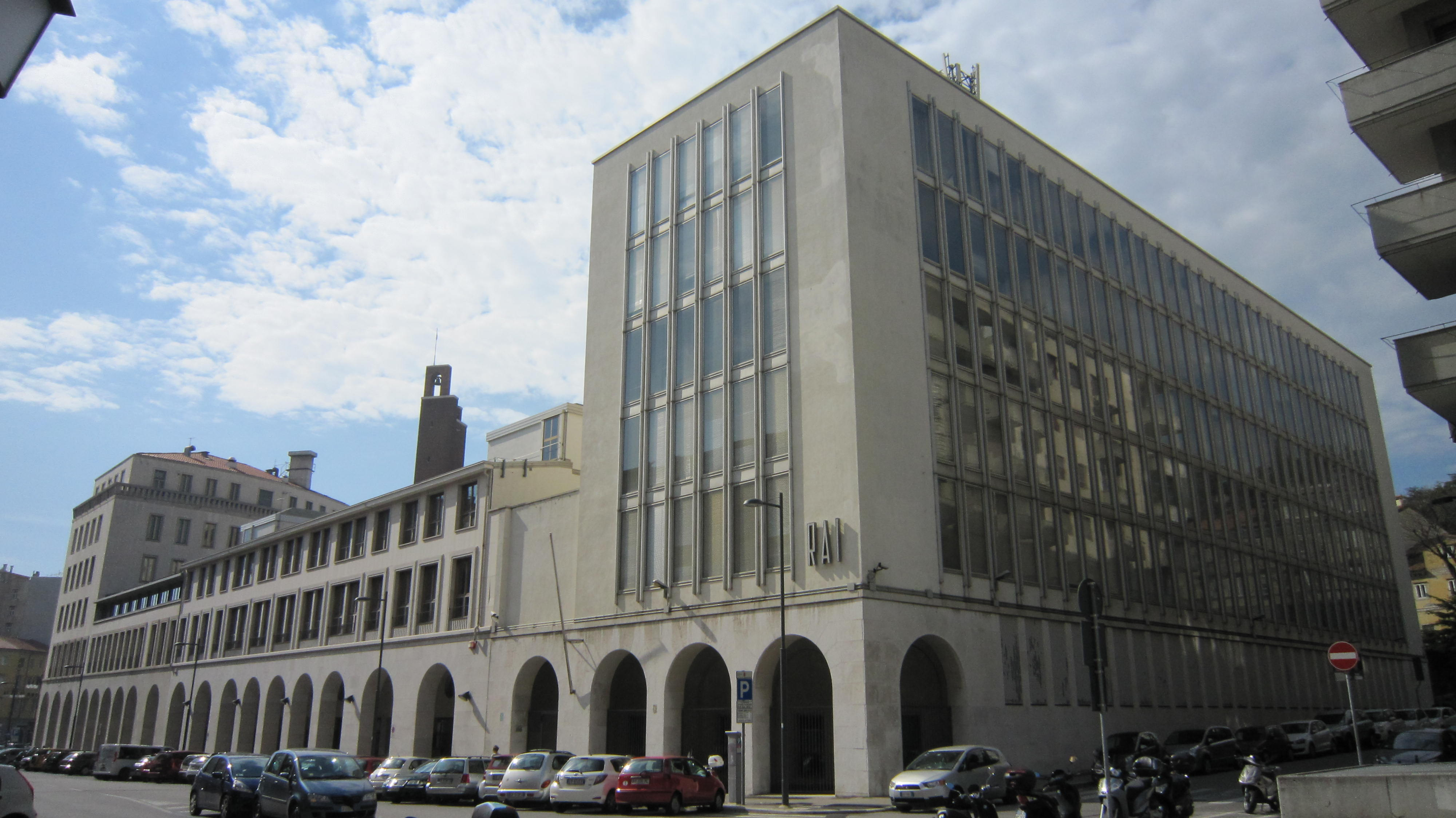
Sede di Rai 3 BIS FJK a Trieste

A dicembre 2010, come tutte le altre emittenti televisive pubbliche e private della regione, la rete migra dalla trasmissione analogica a quella in tecnica digitale sui mux del DTT. Con lo storico passaggio tecnologico il segnale di Rai 3 BIS FJk, in precedenza limitato alle province di Trieste e Gorizia, viene esteso all'intero territorio regionale congiuntamente a quello radiofonico di Rai Radio Trst A.
Dal 6 all'8 maggio 2014, in occasione dei 50 anni dell'inaugurazione della sede regionale, gli studi della rete vengono aperti al pubblico con un percorso storico guidato. Il 4 luglio la presidente della Rai Anna Maria Tarantola e il direttore generale Luigi Gubitosi hanno fatto visita alla sede triestina, ricostituendo nell'occasione, con il presidente della Regione Debora Serracchiani, il Tavolo tecnico Rai-Regione Autonoma deputato allo sviluppo di nuove collaborazioni tra i due enti.
Il 19 gennaio 2015 il TDD (TGR in lingua slovena) unitamente all'omologo italiano, dopo quelli di Lazio, Lombardia, Molise e Sicilia, passano alla tecnologia digitale; lo spegnimento è avvenuto in concomitanza con la messa in onda del TDD delle 20:30.
Dal 18 dicembre 2020, il canale è visibile sulla piattaforma satellitare Tivùsat insieme a tutte le versioni regionali di Rai 3.
Dal 3 marzo 2022, il canale è visibile sul digitale terrestre insieme a tutte le versioni regionali di Rai 3.

## Programmi autoprodotti
- Alpe Jadran
- Dokumentarec
- Firbcologi
- Izbiramo za vas
- Lynx Magazine
- Koncert, Mikser
- Primorska kronika
- Promemoria
- Prvi odcep desno
- Rai3/Oddaje vsedržavne mreže
- Sprehodi
- TDD Predstavlja
- Tv Kocka
- Tv Oddaje na spletu
- Utrip Evangelija

## Diffusione e web
È diffuso su tutto il territorio del Friuli-Venezia Giulia e della Valle D’Aosta sul canale 3 e 810 del DTT; trasmette, salvo dirette di eventi eccezionali, dalle ore 18:40 alle 22:30, ripetendo il segnale di Rai 3 nazionale per il resto della giornata.
La sede gestisce un proprio sito web, realizzato da RaiNet, ove è possibile conoscere l'intera programmazione settimanale delle reti tv e radiofoniche di Rai Friuli-Venezia Giulia e seguire in diretta streaming i relativi programmi, rivederli e scaricarli in podcast.

## Teca aperta
Nella sede regionale di Trieste è operativo il servizio "Teca aperta", iniziativa della Rai Direzione Coordinamento Sedi Regionali, con la possibilità di accedere, su prenotazione, ad un vasto catalogo multimediale costituito da più di 300.000 ore di programmi televisivi, 350.000 ore di programmi radiofonici, 15.000 ore di telegiornali e 35.000 foto. Sono in mostra sceneggiature, poster e altro materiale d'archivio.

## Loghi

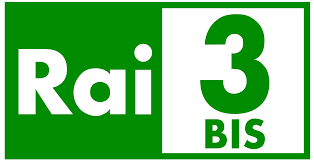
18 maggio 2010 - 12 settembre 2016
In uso dal 12 settembre 2016